# D1高速公路 (斯洛伐克)
D1高速公路是斯洛伐克的興建中一條高速公路，完成後全長517公里。公路橫貫全境，西起首都布拉迪斯拉發，經特爾納瓦、日利納、馬丁、普雷紹夫、科希策等主要城市，然後經米哈洛夫采進入烏克蘭。
工程構思始於1930年代，最初計劃是由捷克斯洛伐克首都布拉格到今烏克蘭的穆卡切沃。斯洛伐克段工程始於1974年，至捷克斯洛伐克解體時，斯洛伐克段完成了77公里。全部工程預計在2024年完工。